# Гуляев, Никита Фадеевич
Никита Фадеевич Гуляев (28 сентября 1899, Мойлово, Калужская губерния — 19 июля 1980, Харцызск, Донецкая область) — начальник шахты № 35-35-бис комбината «Сталинуголь» Министерства угольной промышленности западных районов СССР, Сталинская область Украинской ССР. Герой Социалистического Труда.

## Биография
Родился 28 сентября 1899 года в селе Мойлово (ныне — Ульяновского района Калужской области) в крестьянской семье. Русский. До 16 лет находился на иждивении родителей, занимался земледелием в домашнем хозяйстве. Трудовую деятельность начала в апреле 1914 года разнорабочим на стекольном заводе в поселке Дудоровский, в 10 км от родного села. Через несколько месяцев уехал в Донбасс. Сначала работал стрелочником конной откатки на шахте «Ирмино» № 2 (ныне — в городе Ирмино Луганской области), затем крепильщиком на шахте № 2 (позднее — имени Лотикова, п. Лотиково той же области).
В январе 1918 года добровольцем вступил в 2-й Луганский отряд Красной гвардии, почти целиком состоявший из шахтеров. Участвовал в боях с белогвардейцами и с немецкими войсками, оккупировавшими Украину. В сентябре 1918 года в бою под городом Калач-на-Дону (ныне Волгоградской области) был ранен.
Вернувшись в Донбасс, до мая 1920 года проработал лесогоном и крепильщиком на шахте № 1 в городе Кадиевка. С мая 1920 года по июнь 1921 года добровольцем в продармию, был продармейцем Украинского рабочего военно-продовольственного отряда. Участвовал в боях с бандами Махно.
Вернувшись в город Кадиевку и опять поступил на шахту № 1, которая к тому времени была переименована в шахту имени Ильича. На ней проработал десять лет — был крепильщиком, десятником вентиляционного участка, начальником участка и помощником начальника шахты. В 1926 году вступил в члены ВКП(б)/КПСС.
В 1930 году назначен начальником шахты № 10-37, но для руководства крупным предприятием не хватало образования. В ноябре 1931 года был направлен на учебу в промышленную академию в городе Харьков, которую окончил в 1935 году и получил звание горного инженера.
Получил назначение на шахту № 31 треста «Чистяковантрацит» начальником участка. Через год стал начальником шахты № 35 треста «Зуевантрацит», которой руководил до начала Великой Отечественной войны.
В июне 1941 года был мобилизован в Красную Армию. Воевал политруком 8-го спецотряда НКВД Южного фронта. В августе 1941 года по болезни был отозван с фронта для работы в угольной промышленности. Вскоре был вновь мобилизован, на оборонительные работы, назначен начальником 2-й дистанции оборонительных работ в Запорожской и Харьковской областях. В конце сентября при налете вражеской авиации на станцию Лозовая был тяжело ранен. Правая рука была ампутирована, до апреля 1942 года находился на излечении в эвакогоспитале в городе Астрахань. Стал инвалидом 2-й группы.
После выздоровления выехал в Безымянский район Саратовской области, куда был эвакуирована семья. В Краснопартизанском районе области велась разработка месторождения горючих сланцев. Поступил работать начальником отдела технического контроля на шахту № 1.
В октябре 1943 года, после освобождения Донбасса, вернулся на свою шахту № 35-35-бис. К сентябрю 1944 года шахта была частично сдана в эксплуатацию и выдала первый уголь. В июле 1945 года восстановительные работы закончились. В 1948 году шахта превысила свою проектную мощность.
Указом Президиума Верховного Совета СССР от 28 августа 1948 года за выдающиеся успехи в деле увеличения добычи угля, восстановления и строительства угольных шахт и внедрение передовых методов работы, обеспечивающих значительный рост производительности труда Гуляеву было присвоено звание Героя Социалистического Труда с вручением ордена Ленина и золотой медали «Серп и Молот»
Руководил предприятием до выхода на пенсию в 1961 году.
Жил в городе Иловайск, с февраля 1962 года — в городе Харцызск Донецкой области. 
Умер в городе Харцызске 19 июля 1980 года, похоронен на центральном кладбище города Харцызска. 

## Награды
Награжден 3 орденами Ленина (01.01.1948, 28.08.1948, 04.09.1948), орденами Красной Звезды (29.06.1951), «Знак Почета» (08.1956), медалями.